# Leopold Joseph von Daun

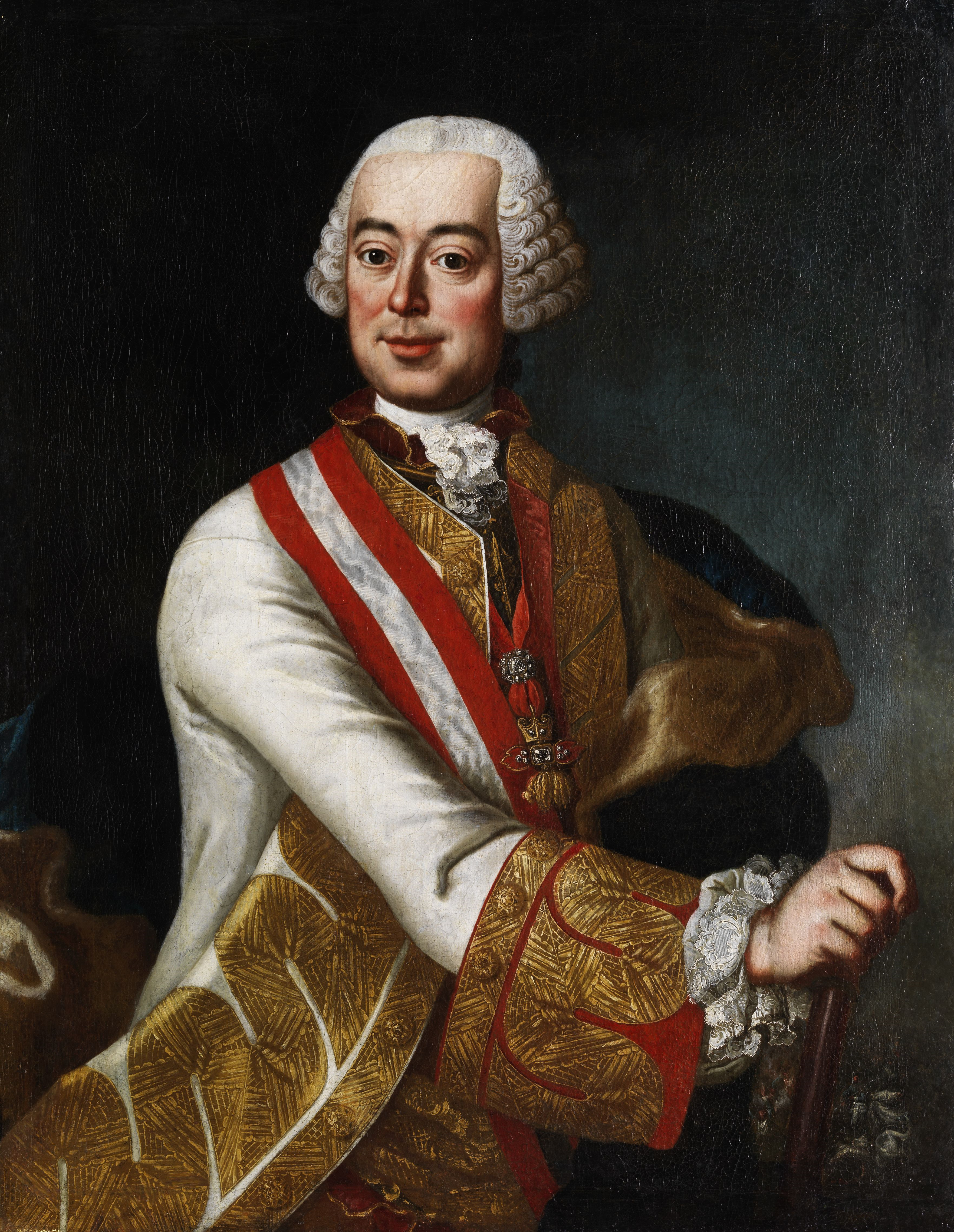
Leopold Joseph Graf von Daun

Feldmarschall Daun, ganzfiguriges Porträt im Heeresgeschichtlichen Museum.

Leopold Joseph Graf von Daun, Fürst von Teano, (* 24. September 1705 in Wien; † 5. Februar 1766 ebenda) war ein kaiserlicher und österreichischer Feldmarschall und Feldherr im Siebenjährigen Krieg.

## Anfänge
Leopold Joseph Maria, Reichsgraf von und zu Daun, stammte aus dem Adelsgeschlecht der Daun. Seine Mutter war Gräfin Maria Barbara von Herberstein. Nach dem Willen seines Vaters Wirich Philipp von und zu Daun sollte er Geistlicher werden, entschied sich dann aber für das Militär. Er kämpfte im Krieg der Quadrupelallianz auf Sizilien und im Polnischen Thronfolgekrieg in Italien und am Rhein. Als Generalmajor nahm er am Russisch-Österreichischen Türkenkrieg teil. Zum Feldmarschallleutnant befördert, kämpfte er im Österreichischen Erbfolgekrieg anfangs gegen die Preußen in Schlesien, dann unter Prinz Karl Alexander von Lothringen gegen die Franzosen. Im Zweiten Schlesischen Krieg kämpfte er in der Schlacht bei Hohenfriedeberg und der Schlacht bei Soor und wurde noch 1745 zum Feldzeugmeister ernannt. In dieser Eigenschaft kommandierte er nach Abschluss des Frieden von Dresden in den Niederlanden die Feldzüge von 1746 und 1747.
Um dieselbe Zeit heiratete er Maria Josefa Gräfin Fuchs von Bimbach, verwitwete Gräfin Nostitz, und festigte sich dadurch in der Gunst seiner Monarchin, da deren Mutter (Karoline von Fuchs-Mollard) das Vertrauen der Kaiserin genoss. Daun ließ das Schloss Ladendorf im Weinviertel in Niederösterreich durch Donato Felice d’Allio mit einem zweigeschossigen Festsaal umgestalten.
Nach dem Österreichischer Erbfolgekrieg wurde er mit Entwurf und Einführung einer neuen Heeresorganisation betraut und entwarf das sogenannte Daunsche Reglement von 1749 – eines seiner ehrgeizigsten Projekte. Er ließ 1751 die Theresianische Militärakademie zu Wiener Neustadt errichten. Hier zeigte sich auch erstmals das gute Verhältnis, das das Ehepaar Daun zu den Monarchen hatte. Bereits kurz nach der Eröffnung inspizierten letztere die Institution und nahmen daraufhin ein Mahl in der Dienstwohnung Dauns ein.

## Siebenjähriger Krieg

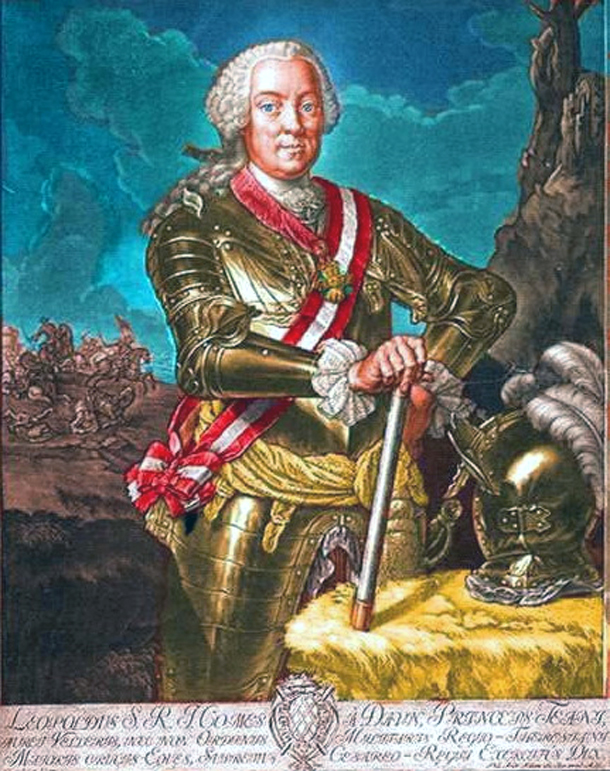
Feldmarschall Daun als Heerführer

Leopold Joseph von Daun wurde 1754 zum Feldmarschall ernannt. Er stand am Anfang des Siebenjährigen Kriegs in Mähren und wandte sich gegen Friedrich II. Dieser hielt nach der Schlacht bei Prag die Stadt eingeschlossen. Daun besiegte Friedrich II. in der Schlacht bei Kolin am 18. Juni 1757, worauf Friedrich Böhmen räumen musste. Aus diesem Anlass wurde der Militär-Maria-Theresien-Orden gestiftet, dessen erstes Großkreuz Daun erhielt.
Der Sieg der Preußen in der Schlacht bei Leuthen führte zur Abberufung Prinz Karl von Lothringen vom Oberkommando der österreichischen Armee. Stattdessen ernannte die Kaiserin Daun zum Oberbefehlshaber. Dieser überfiel den preußischen König und errang am 14. Oktober 1758 in der Schlacht bei Hochkirch einen Sieg, den er aber wegen der ihm eigenen Vorsicht und Bedächtigkeit nicht gehörig ausnutzte. Daun beabsichtigte darauf, den Feldzug durch eine rasche Wegnahme Dresdens zu beenden. Er scheiterte aber an der Wachsamkeit des dortigen Befehlshabers, des Generals von Schmettau. Den Feldzug von 1759 beschloss Daun siegreich mit dem Gefecht bei Maxen, in welchem das 11.000 Mann starke preußische Korps des Generals Friedrich August von Finck gefangen wurde. Im Jahre 1760 beobachtete Daun aus seinem festen Lager unweit Pirna den preußischen König. Als dieser Gideon Ernst Laudons Operationen nach Schlesien gezogen wurde, folgte er ihm im Spätsommer 1760 nach Schlesien. Dort veranlasste sein Zögern jedoch die Niederlage Laudons in der Schlacht bei Liegnitz (1760).
In der Schlacht bei Torgau am 3. November 1760 wurde ihm der Sieg durch Zietens Angriff und seine eigene Verwundung entrissen. Zu seiner Herstellung begab er sich nach Wien, wo er mit der größten Auszeichnung aufgenommen wurde. 1762 übernahm er wieder den Oberbefehl in Schlesien. So günstig auch die Lage des Königs von Preußen durch den russischen Thronwechsel geworden war, so konnte er doch Daun nicht aus seiner festen Stellung am Zobtenberg vertreiben, dieser aber ebenso wenig den Verlust von Schweidnitz (Belagerung von Schweidnitz) verhindern. Noch während des Krieges hatte Daun das Präsidium des Hofkriegsrats angetreten und war in diesem Wirkungskreis eifrig bemüht, alle Erfahrungen aus sieben Feldzügen auf seine schon früher in Angriff genommenen Reformen anzuwenden.

## Beziehung zum Kaiserpaar

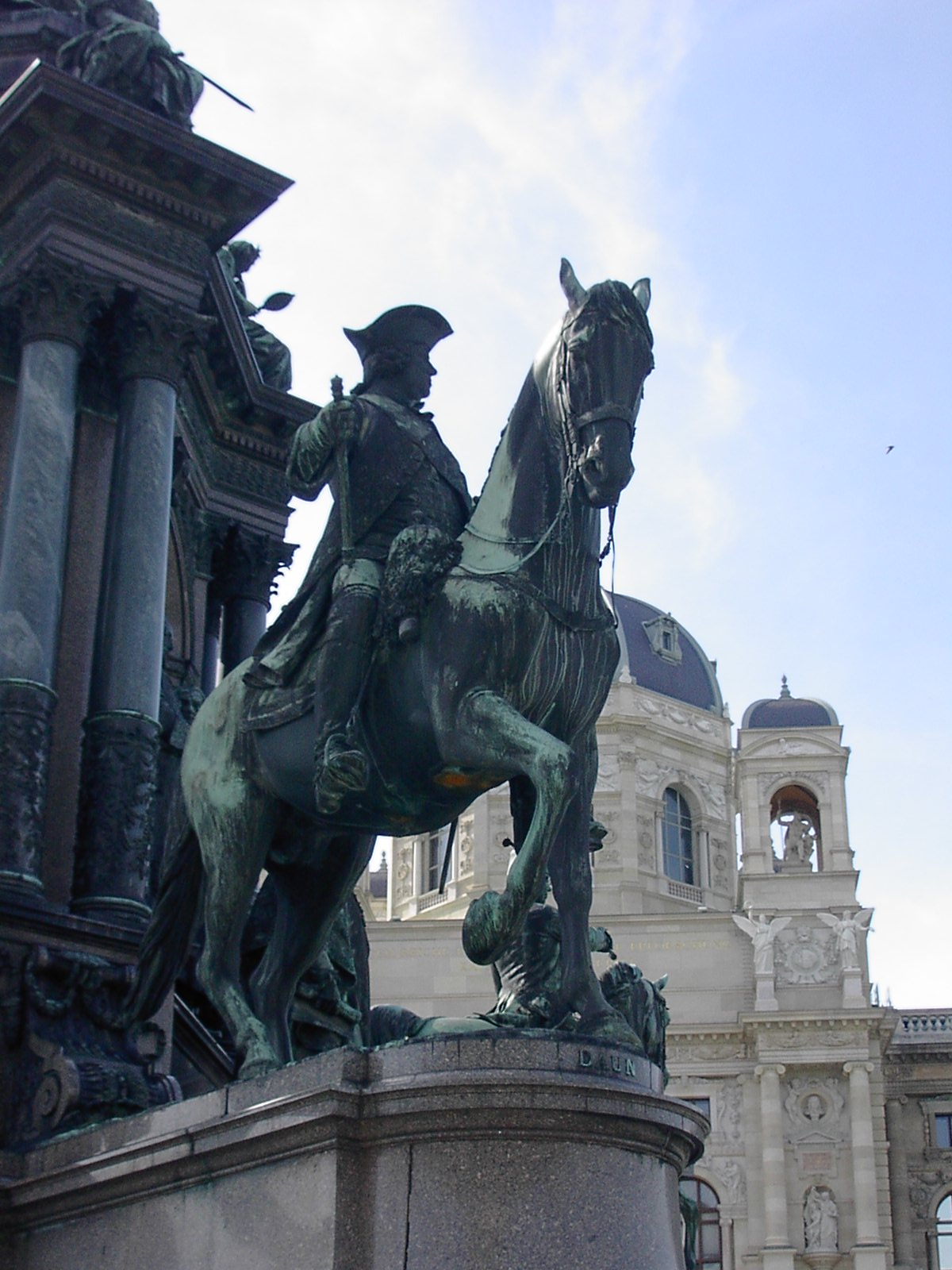
Graf Daun am Maria-Theresien-Denkmal, Wien

Die Beziehung zur Kaiserin stellt eine Schlüsselposition in der Bewertung des Daun’schen Handelns dar. Sie gestaltete sich vollkommen konträr zu seinem ehemaligen Befehlshaber Karl von Lothringen, der ihn zum Schluss seiner eigenen Karriere als Quertreiber beschrieb. Daun machte es sich mit zunehmendem Einfluss zur Gewohnheit, der Kaiserin mindestens einmal täglich zu schreiben. Allerdings tat er dies direkt nur, wenn er Erfreuliches zu vermelden hatte. Wollte er Kritik äußern, schrieb er stets an deren Sekretär, der dies dann indirekt weitergab.
Von Maria Theresias besonderem Vertrauen in Dauns herausragende Detailliebe und sein Organisationstalent zeugt auch der ihm erteilte Auftrag zur Gründung der oben bereits erwähnten Militärakademie. Es gab zu diesem Zeitpunkt am theresianischen Hof nämlich durchaus Feldmarschälle, die diese Aufgabe ehrenhalber hätten übernehmen können.
Genau diese enge Bindung an die Kaiserin wurde Daun jedoch im Nachhinein betrachtet auch zum Verhängnis. Aus dem intensiven Schriftverkehr mit Wien geht hervor, dass es seine größte Angst war, das Vertrauen des Kaiserpaares zu enttäuschen und das bisher Errungene durch waghalsige Operationen wieder zu verlieren. Dauns Handeln ist also immer unter einer großen Versagensangst zu sehen.

## Bewertung und Nachwirkung

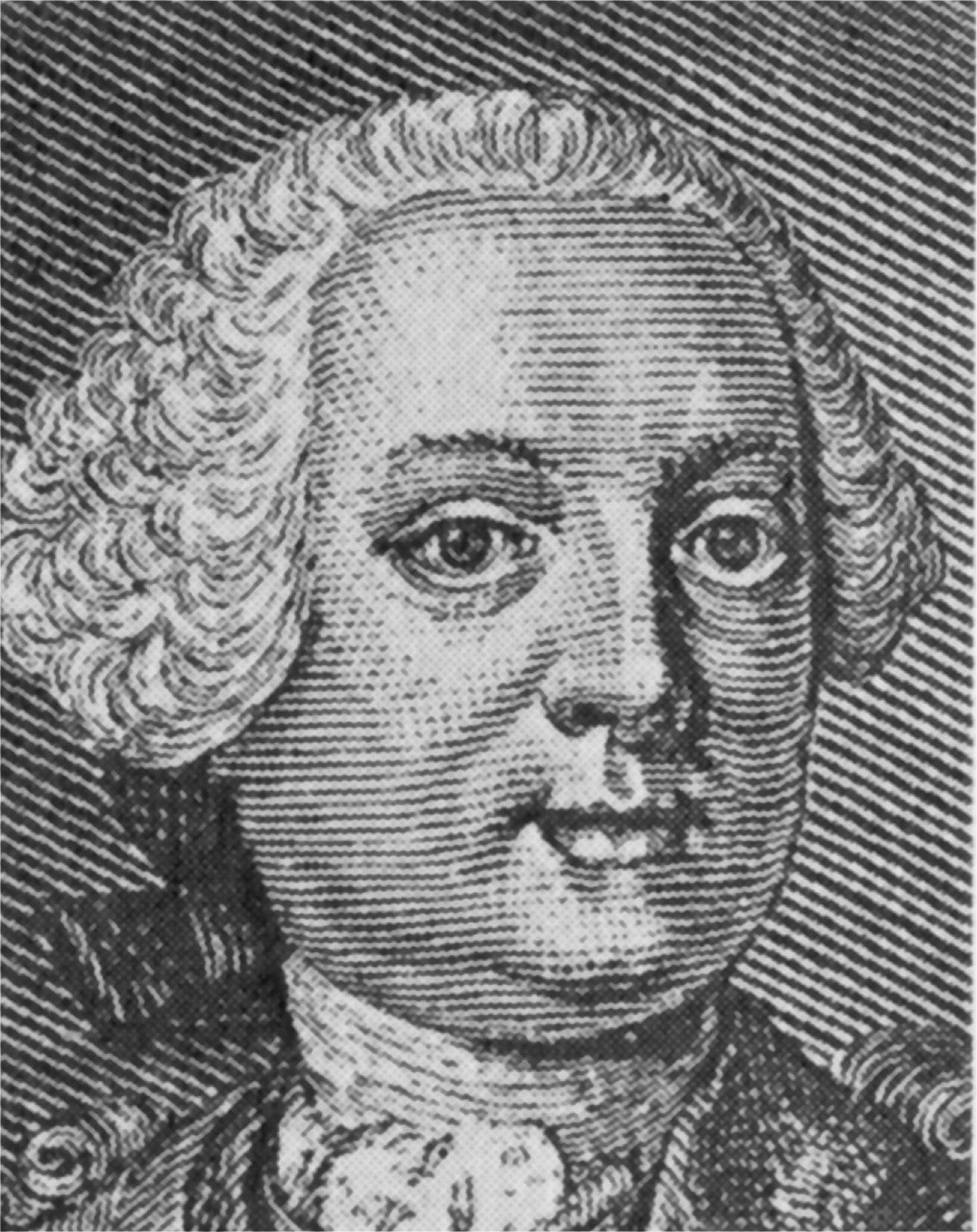
Graf Daun – zeitgenössischer Stich

An Popularität war dem österreichischen Fabius Cunctator, wie man Daun nannte, sein Waffengenosse Laudon überlegen, während Daun nicht ohne Eifersucht gegen Laudons Erfolge demselben Lacy vorzog. Daun war ein tüchtiger General; er besaß jedoch den Fehler allzu großer Bedächtigkeit, weshalb er die errungenen Siege nicht energisch genug verfolgte. Seinem raschen Gegner war er deshalb nicht gewachsen. Daun war ein Meister in der Auswahl und der Besetzung von Stellungen; Friedrich der Große nannte ihn zwar spöttisch „la grosse excellence de Kolin“, sah in ihm aber gleichwohl einen ernstzunehmenden Gegner.
Nach Daun wurde die Kaserne des Österreichischen Bundesheeres in Wiener Neustadt als Daun-Kaserne benannt. Johann Nepomuk Fuchs widmete ihm den Feldmarschall-Daun Marsch.

## Familie
Daun war mit Gräfin Maria Josefa Fuchs vom Bimbach und Dornheim (* 4. April 1711; † 19. Januar 1764) verheiratet. Sie war die Tochter von Christoph Ernst Graf von Fuchs zu Bimbach und Dornheim (1664–1719) und Karoline von Fuchs-Mollard († 1754) sowie die Witwe von Anton Christoph Karl von Nostitz-Rokinitz (* 18. November 1708; † 7. April 1740). Das Paar hatte zwei Kinder:
- Maria Theresia (* 24. November 1745; † 19. Oktober 1777) ⚭ 1762 Leopold Pálffy von Erdöd (* 24. Oktober 1739; † 4. Oktober 1799)
- Franz Karl (* 25. November 1746; † 17. April 1771), Generalmajor ⚭ 1768 Maria Franziska von Auersperg (* 30. Juli 1745; † 2. Oktober 1818)

Leopold Graf Daun wurde in der Georgskapelle der Wiener Augustinerkirche begraben; sein Grabmal ist erhalten.

## Museale Rezeption

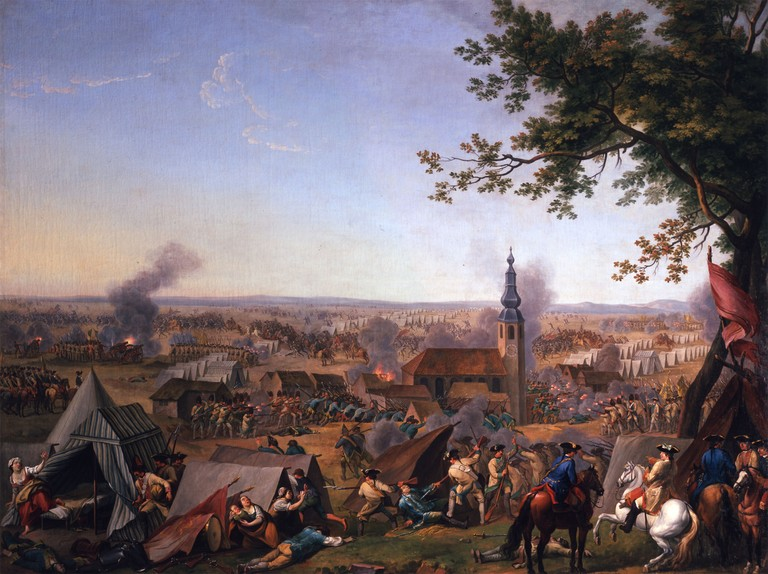
Der Überfall bei Hochkirch am 17. Oktober 1758

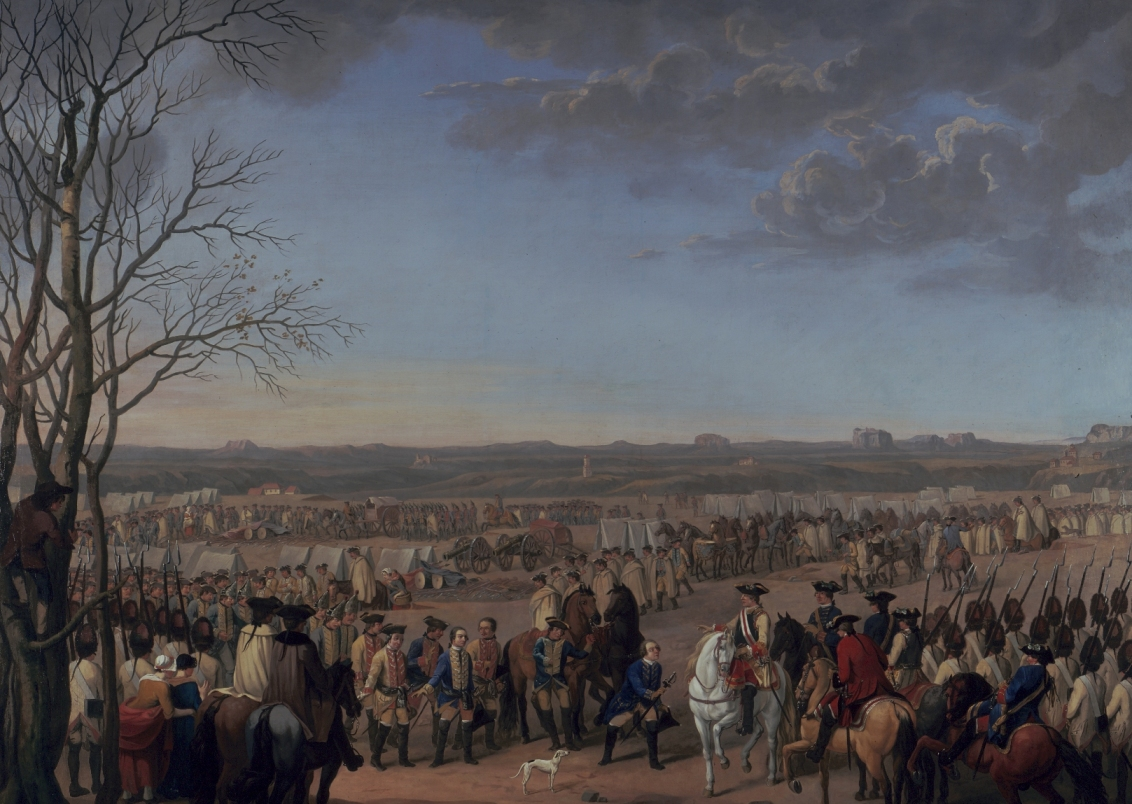
Das preußische Corps Fink streckt seine Waffen nach der Schlacht bei Maxen am 21. November 1759

Durch die kaiserliche Entschließung von Franz Joseph I. vom 28. Februar 1863 wurde Daun in die Liste der „berühmtesten, zur immerwährenden Nacheiferung würdiger Kriegsfürsten und Feldherren Österreichs“ aufgenommen, zu deren Ehren und Andenken auch eine lebensgroße Statue in der Feldherrenhalle des damals neu errichteten k.k. Hofwaffenmuseums (heute: Heeresgeschichtliches Museum Wien) errichtet wurde. Die Statue wurde 1871 vom Bildhauer Johann Silbernagl (1836–1915) aus Carrara-Marmor geschaffen, gewidmet wurde sie von Kaiser Franz Joseph selbst.
Noch vor der Beendigung des Siebenjährigen Krieges beauftragte Daun den flämischen Schlachten- und Vedutenmaler Hyacinth de La Pegna mit der Anfertigung zweier großer Schlachtenbilder, welche die Erfolge des Feldherrn verewigen sollten. Es handelt sich hierbei um den „Überfall auf das preußische Lager bei Hochkirch am 14. Oktober 1758“ und den „Finkenfang bei Maxen“. Auf beiden Gemälden ist Daun zu sehen, bei Hochkirch in Siegerpose auf steigendem Schimmel, bei Maxen nimmt er den Degen des geschlagenen General Finck entgegen. Die Gemälde befinden sich in der Dauerausstellung des Heeresgeschichtlichen Museums in Wien.